# 星祐樹
星 祐樹（ほし ゆうき、12月13日 - ）は、日本の声優、舞台俳優。東京都町田市出身。ケンユウオフィス所属。

## 略歴
日本ナレーション演技研究所、アミューズメントメディア総合学院出身。オフィス薫を経て、ケンユウオフィスに所属。
『うちタマ?! 〜うちのタマ知りませんか?〜』でアニメ初出演。

## 人物
趣味には珈琲を淹れること、岩盤浴、コントラバスをそれぞれ挙げている。特技には	朗読劇脚本執筆、スマートフォン知識を挙げている。

## 出演

### テレビアニメ
2020年
- うちタマ?! 〜うちのタマ知りませんか?〜（猫好きの男）
- ゴールデンカムイ（スチェンカ要員）

2021年
- スーパーカブ（教頭先生）
- ドラえもん（テレビ朝日版第2期）（2021年 - 2024年、お客①、ウサギ、おまわりさん、隊長、老人 他）

2022年
- 最遊記RELOAD -ZEROIN-（男、村人、モンスター）
- 進撃の巨人（イェーガー派、マーレ兵、エルディア兵、区民、整備士、ピエロ、運転士） - 3シリーズ
- ニンジャラ（手下）
- 新幹線変形ロボ シンカリオンZ（バフラム）
- ポケットモンスター（2022年 - 2023年、ヒロタ、キャシーの恋人） - 2シリーズ
- もっと!まじめにふまじめ かいけつゾロリ（付き人、アララ、バガン伯爵、トンジロウ、つとむ 他）
- RPG不動産（琴音の父）
- 異世界おじさん（村人）
- 僕のヒーローアカデミア（2022年 - 2024年、異能解放軍メンバー、エクスレス、警察高官、CRC団員、ウェッジ 他） - 2シリーズ

2023年
- 老後に備えて異世界で8万枚の金貨を貯めます（ロッツ）
- THE MARGINAL SERVICE（配達員、隊長、客、技術者、半魚人 他）
- おとなりに銀河（店主）
- 無職転生 II 〜異世界行ったら本気だす〜（貴族A）
- 名探偵コナン（2023年 - 2024年、男性、多羅尾靖）
- 贄姫と獣の王（幻狼王家議員A、議員）
- 呪術廻戦 懐玉・玉折/渋谷事変（一般人）
- MFゴースト（2023年 - 2024年、山下） - 2シリーズ
- アンダーニンジャ（男子生徒、おっさん2、ヤンキー3）
- アンデッドアンラック（乗客）

2024年
- SHAMAN KING FLOWERS（クイーンシャトー、兵士B、兵士C）
- 望まぬ不死の冒険者（御者）
- 夜のクラゲは泳げない（先生）
- THE NEW GATE（ベイド、ベルグ、宰相、店主、カゲロウ 他）
- ブルーアーカイブ The Animation（客）
- 転生したら第七王子だったので、気ままに魔術を極めます（領民）
- まぁるい彼女と残念な彼氏
- 逃げ上手の若君
- 烏は主を選ばない（旅人）
- 監禁区域レベルX（住人）
- なぜ僕の世界を誰も覚えていないのか?（囁き声）
- 株式会社マジルミエ（面接官A、おじさんC）
- オーイ!とんぼ（2024年 - 2025年、店主）
- るろうに剣心 -明治剣客浪漫譚- 京都動乱（新月村村民）
- Re:ゼロから始める異世界生活 3rd season（避難所の人々）
- 転生貴族、鑑定スキルで成り上がる（クラン軍兵士）
- ポケットモンスター（2024年 - 2025年、釣り人、男）

2025年
- 俺だけレベルアップな件 Season 2 -Arise from the Shadow-（B級ハンター）
- 異修羅（弾火源のハーディ）
- Übel Blatt〜ユーベルブラット〜（国民）
- 日本へようこそエルフさん。（手下C）
- Sランクモンスターの《ベヒーモス》だけど、猫と間違われてエルフ娘の騎士として暮らしてます（鍛冶士）
- UniteUp! -Uni:Birth-（材木店の店主）
- ヴィジランテ-僕のヒーローアカデミア ILLEGALS-（十日夏ラプト、オタク）
- スライム倒して300年、知らないうちにレベルMAXになってました ～そのに～（盗賊B、魔族F、職員B、魔族衛兵D、魔道士）
- ちょっとだけ愛が重いダークエルフが異世界から追いかけてきた（青果店店主、盗撮犯）
- 一瞬で治療していたのに役立たずと追放された天才治癒師、闇ヒーラーとして楽しく生きる（ボンズ）

### 劇場アニメ
- バブル（2022年）
- プリンセス・プリンシパル Crown Handler 第3章（2023年、貴族）

### Webアニメ
- 銀魂 THE SEMI-FINAL 万事屋篇（2021年、囚人）
- 爆丸ジオガンライジング（2021年 - 2022年、アーキレオン）
- 爆丸レジェンズ（2023年、アーキレオン）
- PLUTO（2023年、清掃員、警官、メカニック、警官A、特殊部隊隊員、アーノルド）

### ゲーム
2017年
- モバイルレジェンド（アルゴス）

2019年
- 元気封神（通天教主、元始天尊、張奎、后羿）
- ファイトリーグ（自動手記装置グラペン、風穴知らずのシードル）

2020年
- デュエル・マスターズ プレイス（統率するレオパルド・ホーン、星龍パーフェクト・アース、バロン・ゴーヤマ 他）
- ファイナルファンタジーVII リメイク

2021年
- The Good Life（デビット・オライリー、ホレイショ・ストリンガー）
- コール オブ デューティ ヴァンガード（トーマス）

2022年
- Ghostwire: Tokyo
- DEADCRAFT

2023年
- 帰ってきた 名探偵ピカチュウ
- ドラゴンクエストモンスターズ3 魔族の王子とエルフの旅
- ヒラヒラヒヒル（野村惣一）

2024年
- ファイナルファンタジーVII リバース

### 吹き替え

#### 映画
- アントマン&ワスプ:クアントマニア（驚く男性客[30]）
- ウィークエンド・アウェイ
- ウィキッド ふたりの魔女[31]
- キャッツ
- クレイヴン・ザ・ハンター[32]
- ザ・ロストシティ（悪人男[33]）
- サン・イズ・オールソー・ア・スター 引き寄せられる2人（通行人）
- サンド・バギー ドカンと行こう!
- 脱走特急（バグダトスキー）
- スプラッシュ ※Disney+版
- ソウルの春（キム・ジュニョプ〈キム・ソンギュン〉[34]）
- 007/ノー・タイム・トゥ・ダイ（ラボの男1[35]）
- デイ・アフター・トゥモロー2020（タイラー）
- ナイトメア・アリー[36]
- 熱烈（シエ〈シャオ・シェンヤン〉[37]）
- バービー（ライフガード[38]）
- フライト・リスク（救急隊員男4[39]）
- ブラッド&トレジャー 伝説の秘宝（英語版）（リースの父、陸軍大尉）
- ブルー・ストーリー
- ブレイブ・ロード〜名もなき英雄〜（トルコ語版）（ケイジ大尉、アシスタント）
- 無双の鉄拳（朝鮮語版）（キム刑事）
- ワイルドリング 変身する少女（英語版）（医師）
- 別れる決心（コビン[40]）

#### ドラマ
- 愛の不時着（チョン社長[41]）
- 凍てつく楽園
- ギレルモ・デル・トロの驚異の部屋
- クイーン・オブ・ザ・サウス 〜女王への階段〜
- ザ・ルーキー 40歳の新米ポリス!?
- THE LAWYER 〜復讐の天秤〜
- サン・イズ・オールソー・ア・スター 引き寄せられる2人
- シカゴ P.D.（ブレア・ウィリアムズ）
- シカゴ・ファイア
- CITY ON A HILL/罪におぼれた街
- ソウルメイト
- D.P. -脱走兵追跡官-
- ハンナ 〜殺人兵器になった少女〜
- フィアー・ザ・ウォーキング・デッド
- 弁護士ビリー・マクブライド シーズン3（ブラッド）
- ホット・ゾーン（アッシュ）
- HALSTON/ホルストン
- ミズ・マーベル
- ミセス・アメリカ〜時代に挑んだ女たち〜
- YOU -君がすべて-（英語版）（カルバン〈アドウィン・ブラウン〉）
- ユニークライフ
- 恋慕（キム・ガオン〈チェ・ビョンチャン〉）
- わが愛しのブロックバスター

#### アニメ
- アーケイン（サロ、キラマン氏）
- オクトノーツと地上のミッション
- かいけつ!チーム・チキン（フラッズ）
- この恋で鼻血を止めて（ヒーロー火系[11]）
- ザ・スーパーマリオブラザーズ・ムービー
- ヒーマンとマスターズ・オブ・ユニバース（クリンジャー、ビーストマン）
- スポンジ・ボブ
- 百妖譜（手下、商人男、商人）
- フィアレス 〜スーパー・ベイビーズに立ち向かえ!〜
- ラスト・キッズ・オン・アース

### ボイスオーバー
- NHKドキュメンタリー【ドキュランドへ ようこそ】『“看護師”誕生 ナイチンゲールからのメッセージ』
- 悲しみを越えて-引き裂かれる移民家族たち-
- シンガポール観光局
- 潜入!世界の危険な刑務所 シーズン4『パラグアイ：秩序なき最底辺』
- ドリームホーム〜模様替え大作戦!〜シーズン2
- ハイスコア：ゲーム黄金時代（ジョン・トバイアス）
- BS世界のドキュメンタリー
  - 「カラーでよみがえる大英帝国 エドワード朝時代」
  - 「権力と闘う あるロシアTV局の軌跡」
  - 「スポーツ界 性的虐待の闇」
  - 「男子の美学」
  - 「ダビンチ　幻の肖像画」
  - 「氷上のシルクロード”ねらう中国」
  - 「ゆらぐモルドバ ウクライナ隣国の苦悩」
  - 「ローマ教皇とヒトラー ピウス12世 秘密のファイル」
- ミッドナイトアジア: 食べて・踊って・夢を見て（MCアルタフ、ニクス）
- ラスト・バレー・レストーラー: 修復は俺たちに任せろ!

### ナレーション
- IRIYA BEAU V-ZONE
- シンガポール観光局
- ハニーポップコーン
- ビッグモーター

### オーディオブック
- おもかげ
- 科学的に元気になる方法集めました
- 幻夏（Audible）
- 最後の証人（Audible）
- 自分は自分、バカはバカ。〜他人に振り回されない一人勝ちメンタル術〜
- 人生は苦である/でも死んではいけない
- 007/カジノ・ロワイヤル
- ブラック・チェンバー・ミュージック
- ポジティブ・チェンジ（Audible）
- ポジティブ・ワード（Audible）
- 収容所（ラーゲリ）から来た遺書
- 爆弾（Audible）

### イベント
- KAMIJO JAPAN TOUR 19 “PERSONA GRATA”（2019年） - リチャード 役

### 舞台
- ことだま屋本舗EXステージ『アウターゾーン リ：ビジテッド』 - 結衣の父 役
  - Vol.6（2018年11月10日、ESPエンタテインメント東京12号館ホール）[42]
  - Vol.7（2019年5月2日、赤坂 レッドシアター）[43] - 男囚C 役
- ことだま屋本舗EXステージVol.9『SEVEN EDGE』（2019年9月22日 - 23日、シダックス・カルチャーホール）[44] - 貴志孔一 役
- ことだま屋本舗EXステージVol.10『サマーヒーロー』（2019年11月10日、ESPエンタテインメント東京12号館ホール）[45] - カール 役
- ことだま屋本舗EXステージ配信トライアル公演『闇狩人Δ』（2021年1月27日）
- ことだま屋本舗「EXステージ×コミックファイア」『新米オッサン冒険者、最強パーティに死ぬほど鍛えられて無敵になる。』（2021年3月6日） - シルヴィスター卿 役

### 朗読
- Kaya朗読劇『SALOME』（2018年4月12日・13日、吉祥寺 STAR PINE'S CAFE）[46] - ナラボス 役
- idenshi195『朗読 原爆詩集』（2019年8月7日、SCOOL）[47]
- idenshi195『眼球綺譚』（2019年10月19日、Le Temps）[48] - 倉橋実役

### シリーズ一覧
1. ↑  The Final Season Part 2（2022年）、The Final Season 完結編（前編）（2023年）、The Final Season 完結編（後編）（2023年）
2. ↑  『ポケットモンスター』（2022年）、『めざせポケモンマスター』（2023年）
3. ↑  第6期（2022年 - 2023年）、第7期（2024年）
4. ↑  1st Season（2023年）、2nd Season（2024年）